# Тэйлор, Элис
Элис Тейлор (род. 20 октября 1985 года) — австралийская модель. Она является послом бренда Nude by Nature и участвовала в шоу Victoria’s Secret.

## Карьера модели
В 2004 году в возрасте 18 лет Тейлор начала карьеру модели благодаря её другу, который призвал её начать карьеру в сфере моделинга. В том же году Тейлор начала карьеру в Chic Models, австралийском модельном агентстве. Тейлор решила начать карьеру в моделинге с акцентом на представлении купальников и нижнего белья. Во времена её пребывания в Chic Models, Тейлор появлялась на обложке журналов GQ Australia вместе с Панией Роуз и Сарой Степпенс в 2009 году. Тэйлор получила свою первую обложку 06 октября 2009 года в журнале Vogue Australia.

### Международный успех
В 2009 году она стала пятой моделью Victoria Secret из Австралии. Тейлор участвовала в шоу в части PINK Planet portion. Тейлор участвовала в показе вместе с моделями Бехати Принслоу, Кэндис Сванепул и Эрин Хиттонтон. Тэйлор также участвовала в международных проектах международных брендов, в том числе появилась на обложке британского GQ 28 января 2010 года. Тейлор для журнала снимал Гэвин Бонд.
Также Тэйлор участвовала в других кампаниях для многих других международных брендов. Она была частью кампаний для международных брендов Dolce & Gabbana, Bottega Venta, Tommy Hilfiger, Moschino и Estee Lauder.
Элис Тейлор также снималась для австралийского бренда Kensie. В 2011 году она была названа лицом бренда O’neill. Как амбассадор бренда, Тейлор была избрана для отбора моделей бренда. Также Тэйлор участвовала в качестве судьи в 9 сезоне Australia’s Next Top Model.